# Mercedes-Benz C W204
El Mercedes-Benz C W204, es un automóvil de turismo del segmento D producido y desarrollado por el fabricante alemán Mercedes-Benz. Este modelo es la tercera generación del modelo Clase C producido por el fabricante de Stuttgart desde 1993. El C-W204, fue presentado en el año 2007 y se comercializó a nivel mundial con tres diferentes tipos de carrocerías: Berlina (2007-2014), Familiar (2011-2014) y Coupé (2011-2015). Todas ellas fueron diseñadas por la dupla de diseñadores Karlheinz Bauer and Peter Pfeiffer.
El C-W204 fue fabricado y comercializado con sistemas de tracción trasera o integral a las cuatro ruedas, siendo esta última equipada con caja automática 4MATIC. Todos los modelos compartieron su plataforma con el Clase E Coupé (C207).
Para esta generación, Mercedes-Benz mantuvo la filosofía de crear submodelos dentro de la oferta del Clase C, presentando un amplio abanico de versiones entre los que se incluyen el C 200 Kompressor, el C 230, el C 280, el C 350, el C 220 CDI y el C 320 CDI. En agosto de 2007 se sumaron los modelos C 180 Kompressor, C 230 y C 200 CDI. La producción de esta generación cerró en el año 2014, dando paso a su sucesora C W205 y dejando un saldo de 2,4 millones de unidades producidas alrededor del mundo, siendo hasta ese año el modelo de mayor producción y venta de la marca.

## Carrocerías y versiones
En el verano de 2003, para el desarrollo del Clase C W204 se recurrió a una réplica digital de 2.1 terabyte, sobre una distancia virtual de 15 millones de millas. Este testeo digital, fue complementado con una prueba de choque previa a la existencia física del coche. El diseño del W204 fue finalizado en 2003 y su patente alemana de aplicación de diseño fue primeramente expedida el 9 de septiembre de 2004, presentando el diseño de un W204 aplicado sobre una réplica de fibra de vidrio.
DaimlerChrysler presentó el Clase C W204 el 18 de enero de 2007 en el Salón del Automóvil de Ginebra de 2007 y las primeras entregas iniciaron a fines de marzo de 2007 en la mayoría de los países de Europa.

### Niveles de ajuste
Comúnmente, Mercedes-Benz ofrecía el W204 en cuatro niveles de ajuste y equipamiento, comercializados como Classic, Elegance, Avantgarde y AMG. La versión base, presentada como Classic, fue ofrecida con pequeños motores de cuatro cilindros en línea y fundas de asientos de tela u opcionales de vinilo, marca ARTICO. La versión Elegance presentaba tapizados de vinilo con opcionales de cuero, mientras que la versión Avantgarde ofrecía asientos de tela o vinilo, con cuero Liverpool como opcional. Por fuera, las versiones Classic, Elegance y AMG mantuvieron la tradicional parrilla de Mercedes-Benz de barras horizontales de cromo y el emblema sobresaliente en la punta del capó. Por su parte, la versión Avantgarde presentó un nuevo diseño de parrilla "sport",compuesto de tres barras anchas horizontales de acabada mate, con un enorme logo de Mercedes-Benz en el centro, así como un volante de tres rayos, accesorios de carrocería AMG opcionales, suspensión deportiva más baja y rígida,  mordazas de freno de pistón mejoradas y grandes ruedas de aleación. Para su publicidad, el W204 mayoritariamente era exhibido en su versión correspondiente a la versión, con su parrilla deportiva y sus accesorios AMG, principalmente en Canadá y los Estados Unidos.
El W204 ofreció una gama de motores de cuatro cilindros en línea, nafteros y diésel, teniendo también disponibles un V6 naftero de 3.5 litros y un V6 diésel de 3.0 litros. La variante AMG, comercializada como C63 AMG, equipó un V8 naftero de 6.2 litros. En el Reino Unido, la versión Classic fue comercializada como SE, mientras que la Avantgarde fue comercializada como "Sport".
En los Estados Unidos, el paquete Elegance únicamente estaba disponible en la versión C 300 Luxury, con un sistema opcional de transmisión 4MATIC con tracción integral a las 4 ruedas, mientras que el paquete Avantgarde estaba disponible en el C 300 Sport (el único Clase C del mercado estadounidense con transmisión manual de serie y sistema 4MATIC disponible como opcional) y el C 350 Sport (sólo disponible con tracción trasera). Sin embargo, no estaban disponibles en dicho mercado los paquetes Classic/SE, ni los modelos con motores de 4 cilindros en línea, ni las versiones familiares. Ambos niveles de ajuste (Elegance y Avantgarde) requerían reflectores y luces laterales de color ámbar en Estados Unidos.
En el mercado de Canadá únicamente se ofreció el paquete AMG. Las versiones de 4 cilindros y los modelos familiares tampoco estuvieron disponibles en este mercado. El modelo base C 230 (renombrado como C 250 a partir de los modelos año 2010) fue exclusivo para el mercado canadiense y es el único modelo que poseía comodidades similares a los niveles Elegance/Luxury, con la parrilla tradicional y el logotipo en forma de estrella de tres puntas sobresaliente en la punta del capó. Las otras versiones de Clase C (C 300, C 305 y C 63 respectivamente) ofrecían los implementos de carrocería AMG y la parrilla sport de serie. Esas comodidades estaban disponibles un precio de 800 dólares canadienses para el modelo C 230, ofreciéndose como el paquete Sport (luego el precio ascendió a 1200 canadienses para el modelo año 2011, debido a nuevas luces LED antinieblas). Todos los modelos, excepto el C 63 AMG, estaban disponibles con sistemas de Tracción trasera o Integral a las cuatro ruedas (esta última con caja 4MATIC)

### Equipamientos
Para los modelos año 2008-2011, el tablero cuenta con un panel de cubierta deslizante central desplegable sobre una pantalla LCD a color para funciones de entretenimiento e información. El sistema de navegación opcional, comercializado como Comando APS, integra una pantalla TFT más grande de 7 pulgadas en el panel desplegable. Los modelos posteriores al año 2012 cuentan con una pantalla fija, similar a los modelos Clase E y Clase GLK .
Los C W204 año 2010 recibieron luces de giro revisadas e integradas a los espejos laterales. A partir del modelo año 2011, las luces antiniebla del parachoques del kit de carrocería AMG, fueron reemplazadas por luces LED, a excepción del C 63 AMG que conservó su parachoques único.
El C W204 ofrecía un sistema comercializado como paquete de control de agilidad, que proporcionaba agilidad y calidad de conducción revisadas a través de la hidromecánica, que analizaba las condiciones de la carretera y los hábitos de conducción y ajustaba los niveles de amortiguación y suspensión para proporcionar un equilibrio entre comodidad y agilidad de conducción. Un paquete de control de agilidad avanzado opcional, ofrecía un botón de modo deportivo para permitir una configuración de suspensión más rígida y un manejo más preciso.

## Datos técnicos

### Motores Otto
| Modelos                          | Años        | Motor        | Configuración de motor       | Potencia                           | Torque                              |
| -------------------------------- | ----------- | ------------ | ---------------------------- | ---------------------------------- | ----------------------------------- |
| C 180 Kompressor                 | 2007 – 2008 | M271 KE18 ML | 1796 cm3 I4 16v supercargado | 156 PS (115 kW; 154 hp) a 5200 rpm | 230 Nm (170 lb⋅ft) a 2500–4200 rpm  |
| C 180 Kompressor                 | 2008 – 2009 | M271 KE16 ML | 1597 cm3 I4 16v supercargado | 156 PS (115 kW; 154 hp) a 5200 rpm | 230 Nm (170 lb⋅ft) a 3000–4500 rpm  |
| C 180 K BlueEfficiency           | 2008 – 2010 | M271 KE16 ML | 1597 cm3 I4 16v supercargado | 156 PS (115 kW; 154 hp) a 5200 rpm | 230 Nm (170 lb⋅ft) a 3000–4500 rpm  |
| C 180 CGI BlueEfficiency         | 2010 – 2012 | M271 DE18 AL | 1796 cm3 I4 16v turbocargado | 156 PS (115 kW; 154 hp) a 5000 rpm | 250 Nm (184 lb⋅ft) a 1600–4200 rpm  |
| C 180 BlueEfficiency             | 2011 – 2012 | M271 DE18 AL | 1796 cm3 I4 16v turbocargado | 156 PS (115 kW; 154 hp) a 5000 rpm | 250 Nm (184 lb⋅ft) a 1600–4200 rpm  |
| C 180 BlueEfficiency             | 2012 – 2014 | M274 DE16 AL | 1595 cm3 I4 16v turbocargado | 156 PS (115 kW; 154 hp) a 5000 rpm | 250 N⋅m (184 lb⋅ft) a 1250–4000 rpm |
| C 180 BlueEfficiency             | 2012 – 2015 | M274 DE16 AL | 1595 cm3 I4 16v turbocargado | 156 PS (115 kW; 154 hp) a 5300 rpm | 250 Nm (184 lb⋅ft) a 1250–4000 rpm  |
| C 200 Kompressor                 | 2007 – 2010 | M271 KE18 ML | 1796 cm3 I4 16v supercargado | 184 PS (135 kW; 181 hp) a 5500 rpm | 250 Nm (184 lb⋅ft) a 2800–5000 rpm  |
| C 200 CGI BlueEfficiency         | 2010 – 2015 | M271 DE18 AL | 1796 cm3 I4 16v turbocargado | 184 PS (135 kW; 181 hp) a 5250 rpm | 270 Nm (199 lb⋅ft) a 1800–4600 rpm  |
| C 200 BlueEfficiency             | 2011 – 2014 | M271 DE18 AL | 1796 cm3 I4 16v turbocargado | 184 PS (135 kW; 181 hp) a 5250 rpm | 270 Nm (199 lb⋅ft) a 1800–4600 rpm  |
| C 230                            | 2007 – 2009 | M272 KE25    | 2496 cm3 V6 24v              | 204 PS (150 kW; 201 hp) a 6100 rpm | 245 Nm (181 lb⋅ft) a 2900–5500 rpm  |
| C 250 CGI BlueEfficiency         | 2009 – 2015 | M271 DE18 AL | 1796 cm3 I4 16v turbocargado | 204 PS (150 kW; 201 hp) a 5500 rpm | 310 Nm (229 lb⋅ft) a 2000–4300 rpm  |
| C 250 BlueEfficiency             | 2011 – 2015 | M271 DE18 AL | 1796 cm3 I4 16v turbocargado | 204 PS (150 kW; 201 hp) a 5500 rpm | 310 Nm (229 lb⋅ft) a 2000–4300 rpm  |
| C 250 Sport                      | 2012 – 2015 | M271 DE18 AL | 1796 cm3 I4 16v turbocargado | 204 PS (150 kW; 201 hp) a 5500 rpm | 310 Nm (229 lb⋅ft) a 2000–4300 rpm  |
| C 280                            | 2007-2009   | M272 KE30    | 2996 cm3 V6 24v              | 231 PS (170 kW; 228 hp) a 6000 rpm | 300 Nm (221 lb⋅ft) a 2500–5000 rpm  |
| C 280 4Matic                     | 2007-2009   | M272 KE30    | 2996 cm3 V6 24v              | 231 PS (170 kW; 228 hp) a 6000 rpm | 300 Nm (221 lb⋅ft) a 2500–5000 rpm  |
| C 300                            | 2009-2011   | M272 KE30    | 2996 cm3 V6 24v              | 231 PS (170 kW; 228 hp) a 6000 rpm | 300 Nm (221 lb⋅ft) a 2500–5000 rpm  |
| C 300 4Matic                     | 2009-2011   | M272 KE30    | 2996 cm3 V6 24v              | 231 PS (170 kW; 228 hp) a 6000 rpm | 300 Nm (221 lb⋅ft) a 2500–5000 rpm  |
| C 300 4Matic (-)                 | 2012 – 2014 | M276 DE35    | 3498 cm3 V6 24v              | 251 PS (185 kW; 248 hp) a 6500 rpm | 340 N⋅m (251 lb⋅ft) a 3400–4500 rpm |
| C 350                            | 2007 – 2011 | M272 KE35    | 3498 cm3 V6 24v              | 272 PS (200 kW; 268 hp) a 6000 rpm | 350 N⋅m (258 lb⋅ft) a 2400–5000 rpm |
| C 350 4Matic                     | 2007 – 2011 | M272 KE35    | 3498 cm3 V6 24v              | 272 PS (200 kW; 268 hp) a 6000 rpm | 350 N⋅m (258 lb⋅ft) a 2400–5000 rpm |
| C 350 (-)                        | 2012–2014   | M276 DE35    | 3498 cm3 V6 24v              | 306 PS (225 kW; 302 hp) a 6500 rpm | 370 N⋅m (273 lb⋅ft) a 3500–5250 rpm |
| C 350 BlueEfficiency             | 2011 – 2014 | M276 DE35    | 3498 cm3 V6 24v              | 306 PS (225 kW; 302 hp) a 6500 rpm | 370 N⋅m (273 lb⋅ft) a 3500–5250 rpm |
| C 350 BlueEfficiency             | 2011 – 2015 | M272 DE35    | 3498 cm3 V6 24v              | 292 PS (215 kW; 288 hp) a 6400 rpm | 365 N⋅m (269 lb⋅ft) a 3000–5100 rpm |
| C 350 4Matic BlueEfficiency      | 2011 – 2014 | M276 DE35    | 3498 cm3 V6 24v              | 306 PS (225 kW; 302 hp) a 6500 rpm | 370 N⋅m (273 lb⋅ft) a 3500 rpm      |
| C 350 4Matic BlueEfficiency      | 2011 – 2015 | M272 DE35    | 3498 cm3 V6 24v              | 292 PS (215 kW; 288 hp) a 6400 rpm | 365 N⋅m (269 lb⋅ft) a 3000–5100 rpm |
| C 350 4Matic (-)                 | 2012 – 2014 | M276 DE35    | 3498 cm3 V6 24v              | 306 PS (225 kW; 302 hp) a 6500 rpm | 370 N⋅m (273 lb⋅ft) a 3500–5250 rpm |
| C 63 AMG                         | 2007 – 2015 | M156 KE63    | 6208 cm3 V8 32v              | 457 PS (336 kW; 451 hp) a 6800 rpm | 600 N⋅m (443 lb⋅ft) a 5000 rpm      |
| C63 AMG Performance Package Plus | 2009 – 2015 | M156 KE63    | 6208 cm3 V8 32v              | 487 PS (358 kW; 480 hp) a 6800 rpm | 600 N⋅m (443 lb⋅ft) a 5000 rpm      |
| C63 AMG P31 Development Package  | 2010        | M156 KE63    | 6208 cm3 V8 32v              | 487 PS (358 kW; 480 hp) a 6800 rpm | 600 N⋅m (443 lb⋅ft) a 5000 rpm      |
| C 63 AMG Coupé Black Series      | 2011 – 2015 | M156 KE63    | 6208 cm3 V8 32v              | 517 PS (380 kW; 510 hp) a 6800 rpm | 620 N⋅m (457 lb⋅ft) a 5200 rpm      |
| C 63 AMG "Edition 507"           | 2013 – 2015 | M156 KE63    | 6208 cm3 V8 32v              | 507 PS (373 kW; 500 hp) a 6800 rpm | 610 N⋅m (450 lb⋅ft) a 5200 rpm      |

### Motores Diésel
| Modelos                         | Años        | Motores          | Configuración de motor               | Potencia                                | Torque                              |
| ------------------------------- | ----------- | ---------------- | ------------------------------------ | --------------------------------------- | ----------------------------------- |
| C 180 CDI BlueEfficiency        | 2010 – 2014 | OM651 DE22 LA    | 2143 cm3 I4 16v turbodiesel          | 120 PS (88 kW; 118 hp) a 2800–4600 rpm  | 300 N⋅m (221 lb⋅ft) a 1400–2800 rpm |
| C 200 CDI                       | 2007 – 2009 | OM646 DE22 LA    | 2148 cm3 I4 16v turbodiesel          | 136 PS (100 kW; 134 hp) a 3800 rpm      | 270 N⋅m (199 lb⋅ft) a 1600–3000 rpm |
| C 200 CDI BlueEfficiency        | 2008 – 2014 | OM646 DE22 LA    | 2148 cm3 I4 16v turbodiesel          | 136 PS (100 kW; 134 hp) a 3800 rpm      | 270 N⋅m (199 lb⋅ft) a 1600–3000 rpm |
| C 200 CDI BlueEfficiency        | 2011 – 2014 | OM651 DE22 LA    | 2143 cm3 I4 16v turbodiesel          | 136 PS (100 kW; 134 hp) a 2800–3000     | 360 N⋅m (266 lb⋅ft) at 1600–2800    |
| C 220 CDI                       | 2007 – 2009 | OM646 DE22 LA    | 2148 cm3 I4 16v biturbo              | 170 PS (125 kW; 168 hp) a 3800 rpm      | 400 N⋅m (295 lb⋅ft) a 2000 rpm      |
| C 220 CDI BlueEfficiency        | 2009 – 2015 | OM651 DE22 LA    | 2143 cm3 I4 16v biturbo              | 170 PS (125 kW; 168 hp) a 3000–4200 rpm | 400 N⋅m (295 lb⋅ft) a 1400–2800 rpm |
| C 250 CDI 4Matic BlueEfficiency | 2010 – 2014 | OM651 DE22 LA    | 2143 cm3 I4 16v turbodiesel 2 etapas | 204 PS (150 kW; 201 hp) a 4200 rpm      | 500 N⋅m (369 lb⋅ft) a 1600–1800 rpm |
| C 250 CDI BlueEfficiency        | 2009 – 2015 | OM651 DE22 LA    | 2143 cm3 I4 16v turbodiesel 2 etapas | 204 PS (150 kW; 201 hp) a 4200 rpm      | 500 N⋅m (369 lb⋅ft) a 1600–1800 rpm |
| C 250 CDI Sport                 | 2012 – 2015 | OM651 DE22 LA    | 2143 cm3 I4 16v turbodiesel 2 etapas | 204 PS (150 kW; 201 hp) a 4200 rpm      | 500 N⋅m (369 lb⋅ft) a 1600–1800 rpm |
| C 300 CDI 4Matic BlueEfficiency | 2011 – 2014 | OM642 DE30 LA    | 2987 cm3 V6 24v turbodiesel          | 231 PS (170 kW; 228 hp) a 3800 rpm      | 540 N⋅m (398 lb⋅ft) a 1600 rpm      |
| C 320 CDI                       | 2007 – 2014 | OM642 DE30 LA    | 2987 cm3 V6 24v turbodiesel          | 224 PS (165 kW; 221 hp) a 3800 rpm      | 510 N⋅m (376 lb⋅ft) a 1600–2800 rpm |
| C 320 CDI 4Matic                | 2007 – 2014 | OM642 DE30 LA    | 2987 cm3 V6 24v turbodiesel          | 224 PS (165 kW; 221 hp) a 3800 rpm      | 510 N⋅m (376 lb⋅ft) a 1600–2800 rpm |
| C 350 CDI 4Matic BlueEfficiency | 2009 – 2011 | OM642 DE30 LA    | 2987 cm3 V6 24v turbodiesel          | 231 PS (170 kW; 228 hp) a 3800 rpm      | 540 N⋅m (398 lb⋅ft) a 1600–2400 rpm |
| C 350 CDI BlueEfficiency        | 2011 – 2014 | OM642 LS DE30 LA | 2,987 cm3 V6 24v turbodiesel         | 265 PS (195 kW; 261 hp) a 3800 rpm      | 620 N⋅m (457 lb⋅ft) a 1600–2400 rpm |

### Transmisiones
| Modelos Otto                            | Modelos Otto | Modelos Otto                                                 | Modelos Otto                                                        |
| Modelos                                 | Años         | Estándar                                                     | Opcionales                                                          |
| --------------------------------------- | ------------ | ------------------------------------------------------------ | ------------------------------------------------------------------- |
| C 180 Kompressor                        | 2007 – 2008  | Manual de 6 marchas                                          | Automática de 5 marchas (5G-TRONIC)                                 |
| C 180 Kompressor BlueEfficiency         | 2008 – 2009  | Manual de 6 marchas                                          | Automática de 5 marchas con paddle shifters (5G-TRONIC)             |
| C 180 Kompressor BlueEfficiency         | 2009 – 2010  | Manual de 6 marchas                                          | Automática de 5 marchas (5G-TRONIC)                                 |
| C 180 BlueEfficiency (M 271)            | 2009 – 2011  | Manual de 5 marchas                                          | Automática de 5 marchas (5G-TRONIC)                                 |
| C 180 BlueEfficiency (M 271)            | 2011         | Manual de 5 marchas                                          | Automática de 7 marchas con paddle shifters (7G-TRONIC Plus) (2011) |
| C 180 BlueEfficiency (M 274)            | 2012 – 2015  | Manual de 6 marchas                                          | Automática de 7 marchas con paddle shifters (7G-TRONIC PLUS)        |
| C 180 CGI BlueEfficiency                | 2010 – 2015  | Manual de 6 marchas                                          | Automática de 5 marchas (5G-TRONIC)                                 |
| C 200 Kompressor                        | 2007 – 2009  | Manual de 6 marchas                                          | Automática de 5 marchas con paddle shifters (5G-TRONIC)             |
| C 200 Kompressor                        | 2009 – 2010  | Manual de 6 marchas                                          | Automática de 5 marchas (5G-TRONIC)                                 |
| C 200 CGI BlueEfficiency                | 2009 – 2011  | Manual de 6 marchas                                          | Automática de 5 marchas (5G-TRONIC)                                 |
| C 200 CGI BlueEfficiency                | 2011         | Manual de 6 marchas                                          | Automática de 7 marchas con paddle shifters (7G-TRONIC Plus)        |
| C 200 BlueEfficiency                    | 2011 – 2015  | Manual de 6 marchas                                          | Automática de 7 marchas con paddle shifters (7G-TRONIC PLUS)        |
| C 230                                   | 2007 – 2009  | Manual de 6 marchas                                          | Automática de 7 marchas con paddle shifters (7G-TRONIC)             |
| C 250 CGI BlueEfficiency                | 2009 – 2011  | Automática de 5 marchas (5G-TRONIC)                          | No                                                                  |
| C 250 CGI BlueEfficiency                | 2011         | Automática de 7 marchas con paddle shifters (7G-TRONIC Plus) | No                                                                  |
| C 250 BlueEfficiency                    | 2011 – 2015  | Automática de 7 marchas con paddle shifters (7G-TRONIC Plus) | No                                                                  |
| C 250 Sport                             | 2012 – 2015  | Automática de 7 marchas con paddle shifters (7G-TRONIC Plus) | No                                                                  |
| C 280                                   | 2007 – 2009  | Manual de 6 marchas                                          | Automática de 7 marchas con paddle shifters (7G-TRONIC)             |
| C 280 4Matic                            | 2007 – 2009  | Automática de 7 marchas (7G-TRONIC)                          | Automática de 7 marchas con paddle shifters (7G-TRONIC)             |
| C 300                                   | 2008 – 2011  | Manual de 6 marchas                                          | Automática de 7 marchas (7G-TRONIC)                                 |
| C 300 4Matic                            | 2009 – 2011  | Automática de 7 marchas (7G-TRONIC)                          | Automática de 7 marchas con paddle shifters (7G-TRONIC)             |
| C 300 4Matic                            | 2012 – 2015  | Automática de 7 marchas con paddle shifters (7G-TRONIC)      | No                                                                  |
| C 350                                   | 2007 – 2011  | Automática de 7 marchas con paddle shifters (7G-TRONIC)      | No                                                                  |
| C 350 4Matic                            | 2007 – 2011  | Automática de 7 marchas con paddle shifters (7G-TRONIC)      | No                                                                  |
| C 350 4Matic BlueEfficiency             | 2007 – 2011  | Automática de 7 marchas con paddle shifters (7G-TRONIC)      | No                                                                  |
| C 350 BlueEfficiency                    | 2011 – 2015  | Automática de 7 marchas con paddle shifters (7G-TRONIC)      | No                                                                  |
| C 350 CGI BlueEfficiency                | 2008 – 2011  | Automática de 7 marchas con paddle shifters (7G-TRONIC)      | No                                                                  |
| C 63 AMG                                | 2007 – 2015  | Automática de 7 marchas (AMG SPEEDSHIFT MCT)                 | No                                                                  |
| C 63 AMG "Edition 507"                  | 2013 – 2015  | Automática de 7 marchas (AMG SPEEDSHIFT MCT)                 | No                                                                  |
| C 63 AMG Coupé Black Series             | 2011 – 2015  | Automática de 7 marchas (AMG SPEEDSHIFT MCT)                 | No                                                                  |
| Modelos Diesel                          |              |                                                              |                                                                     |
| Modelos                                 | Años         | Estándar                                                     | Opcionales                                                          |
| C 180 CDI BlueEfficiency                | 2010 – 2011  | Manual de 6 marchas                                          | Automática de 5 marchas con paddle shifters (5G-TRONIC)             |
| C 180 CDI BlueEfficiency                | 2011 – 2015  | Manual de 6 marchas                                          | Automática de 7 marchas (7G-TRONIC PLUS)                            |
| C 200 CDI                               | 2007 – 2009  | Manual de 6 marchas                                          | Automática de 5 marchas (5G-TRONIC)                                 |
| C 200 CDI BlueEfficiency                | 2008 – 2009  | 6-speed manual                                               | No                                                                  |
| C 200 CDI BlueEfficiency                | 2011 – 2015  | 6-speed manual                                               | Automática de 7 marchas con paddle shifters (7G-TRONIC PLUS)        |
| C 200 CDI BlueEfficiency (OM651)        | 2009 – 2011  | Manual de 6 marchas                                          | Automática de 5 marchas con paddle shifter (5G-TRONIC)              |
| C 200 CDI BlueEfficiency (OM651)        | 2011 – 2014  | Manual de 6 marchas                                          | Automática de 7 marchas con paddle shifters (7G-TRONIC PLUS)        |
| C 220 CDI                               | 2007 – 2009  | Manual de 6 marchas                                          | Automática de 5 marchas (5G-TRONIC)                                 |
| C 220 CDI BlueEfficiency                | 2009 – 2011  | Manual de 6 marchas                                          | Automática de 5 marchas con paddle shifters (5G-TRONIC)             |
| C 220 CDI BlueEfficiency                | 2011 – 2015  | Manual de 6 marchas                                          | Automática de 7 marchas con paddle shifters (7G-TRONIC PLUS)        |
| C 220 CDI BlueEFFICIENCY Edition        | 2012 – 2015  | Manual de 6 marchas                                          | Automática de 7 marchas (7G-TRONIC PLUS)                            |
| C 250 CDI 4Matic BlueEfficiency         | 2010 – 2014  | Automática de 7 marchas (7G-TRONIC PLUS)                     | N/A                                                                 |
| C 250 CDI 4Matic BlueEfficiency         | 2011 – 2015  | Automática de 7 marchas (7G-TRONIC PLUS)                     | Automática de 7 marchas con paddle shifters (7G-TRONIC PLUS)        |
| C 250 CDI BlueEfficiency                | 2008 – 2011  | Manual de 6 marchas                                          | Automática de 5 marchas con paddle shifters (5G-TRONIC)             |
| C 250 CDI BlueEfficiency                | 2011 – 2015  | Manual de 6 marchas                                          | Automática de 7 marchas con paddle shifters (7G-TRONIC PLUS)        |
| C 250 CDI BlueEfficiency Prime Edition  | 2008 – 2009  | Manual de 6 marchas                                          | No                                                                  |
| C 250 CDI Sport                         | 2012 – 2015  | Automática de 7 marchas con paddle shifters (7G-TRONIC PLUS) | No                                                                  |
| C 300 CDI 4Matic BlueEfficiency         | 2011 – 2015  | Automática de 7 marchas (7G-TRONIC)                          | No                                                                  |
| C 320 CDI                               | 2007 – 2009  | Manual de 6 marchas                                          | Automática de 7 marchas (7G-TRONIC)                                 |
| C 320 CDI 4Matic                        | 2007 – 2009  | Automática de 7 marchas (7G-TRONIC)                          | No                                                                  |
| C 350 CDI                               | 2009 - 2014  | Manual de 6 marchas                                          | Automática de 7 marchas (7G-TRONIC)                                 |
| C 350 CDI 4Matic                        | 2009 - 2014  | Automática de 7 marchas (7G-TRONIC)                          | No                                                                  |
| C 350 CDI 4Matic BlueEfficiency (231PS) | 2009 – 2011  | Automática de 7 marchas (7G-TRONIC)                          | No                                                                  |
| C 350 CDI BlueEFFICIENCY                | 2011 – 2015  | Automática de 7 marchas (7G-TRONIC)                          | No                                                                  |

## Galería de imágenes

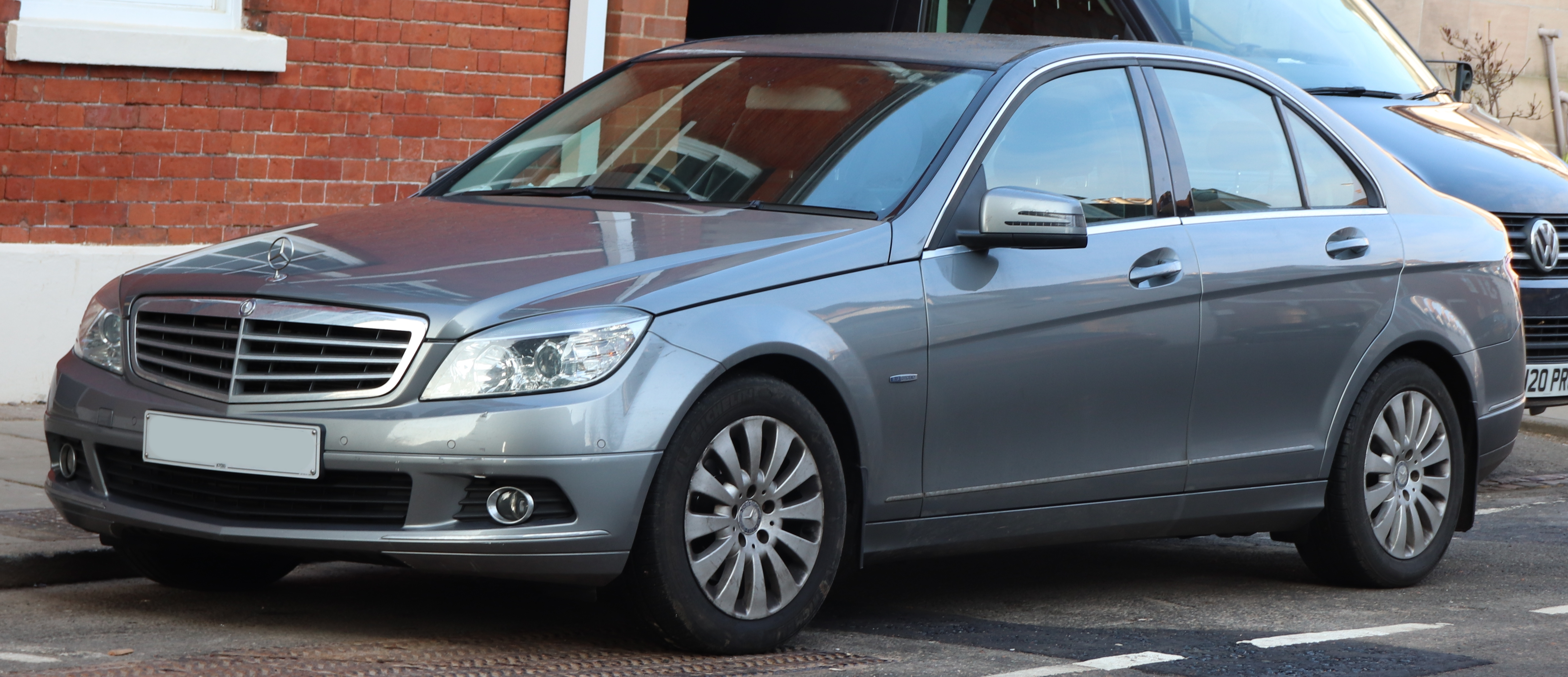
Mercedes-Benz C 180 Elegance CGI
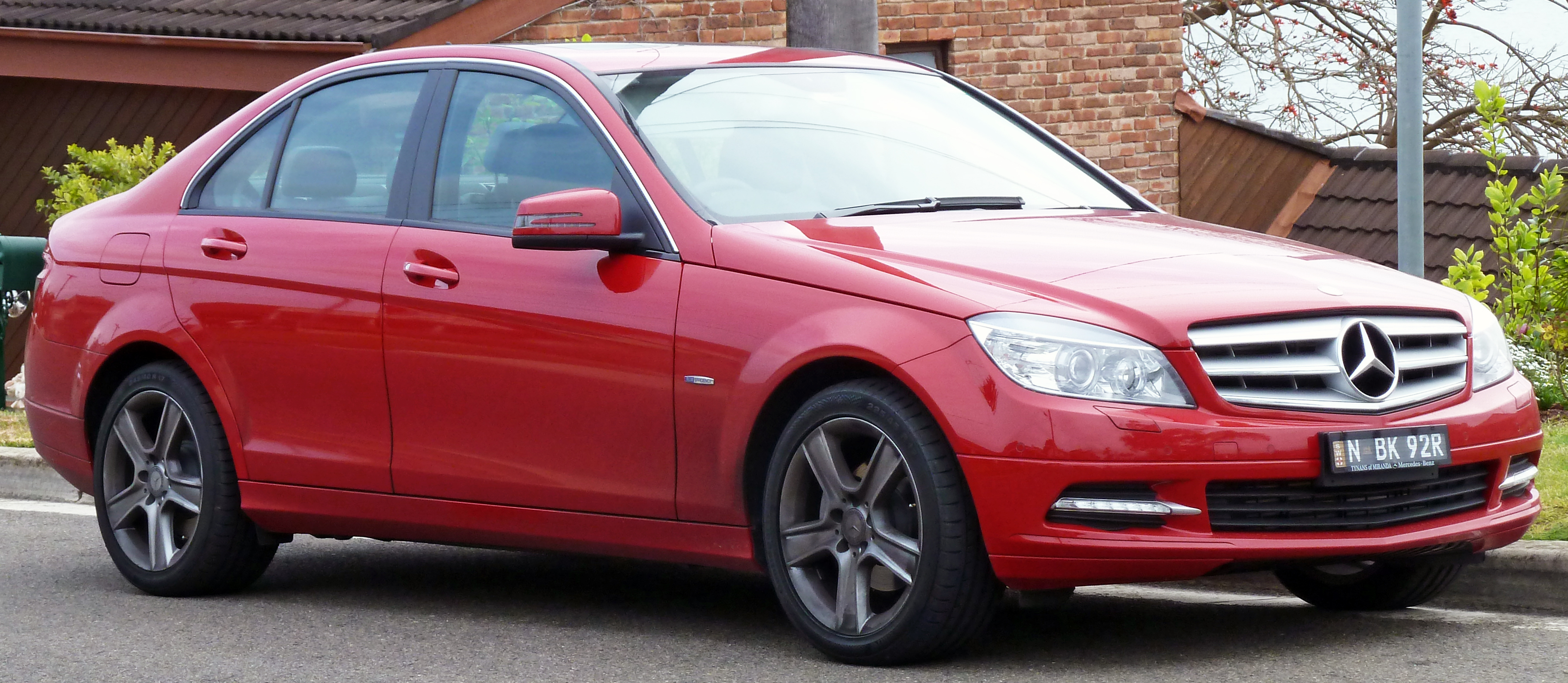
Mercedes-Benz C 200 CGI
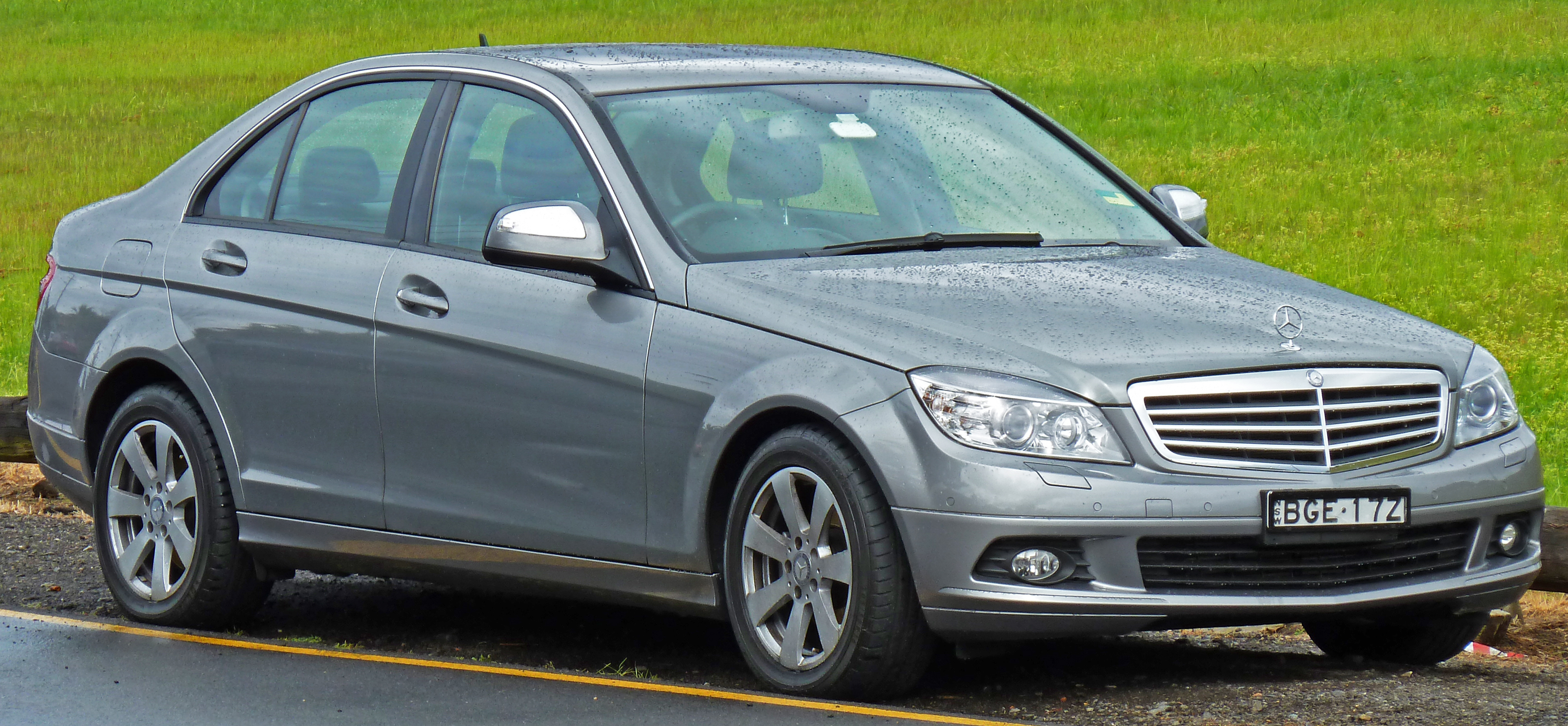
Mercedes-Benz C 200 Kompressor
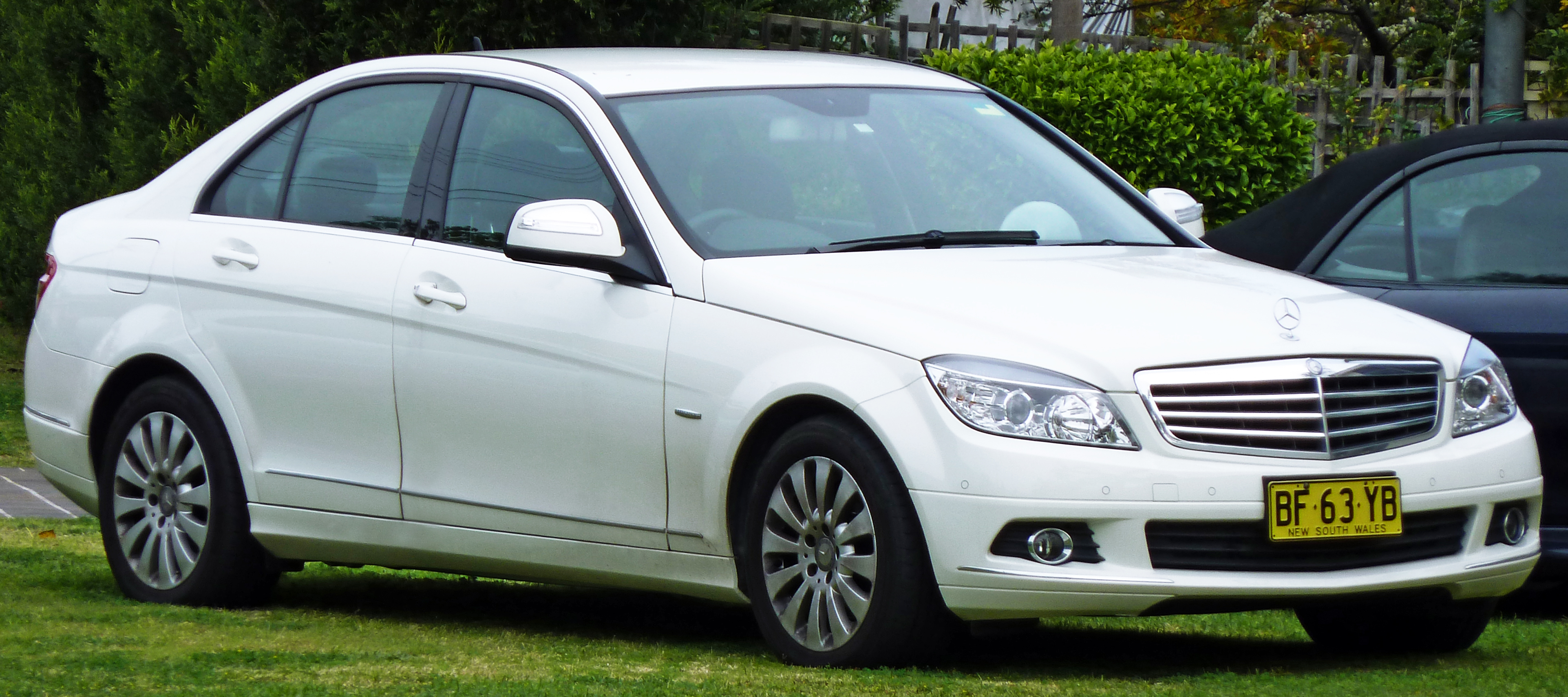
Mercedes-Benz C 220 CDI
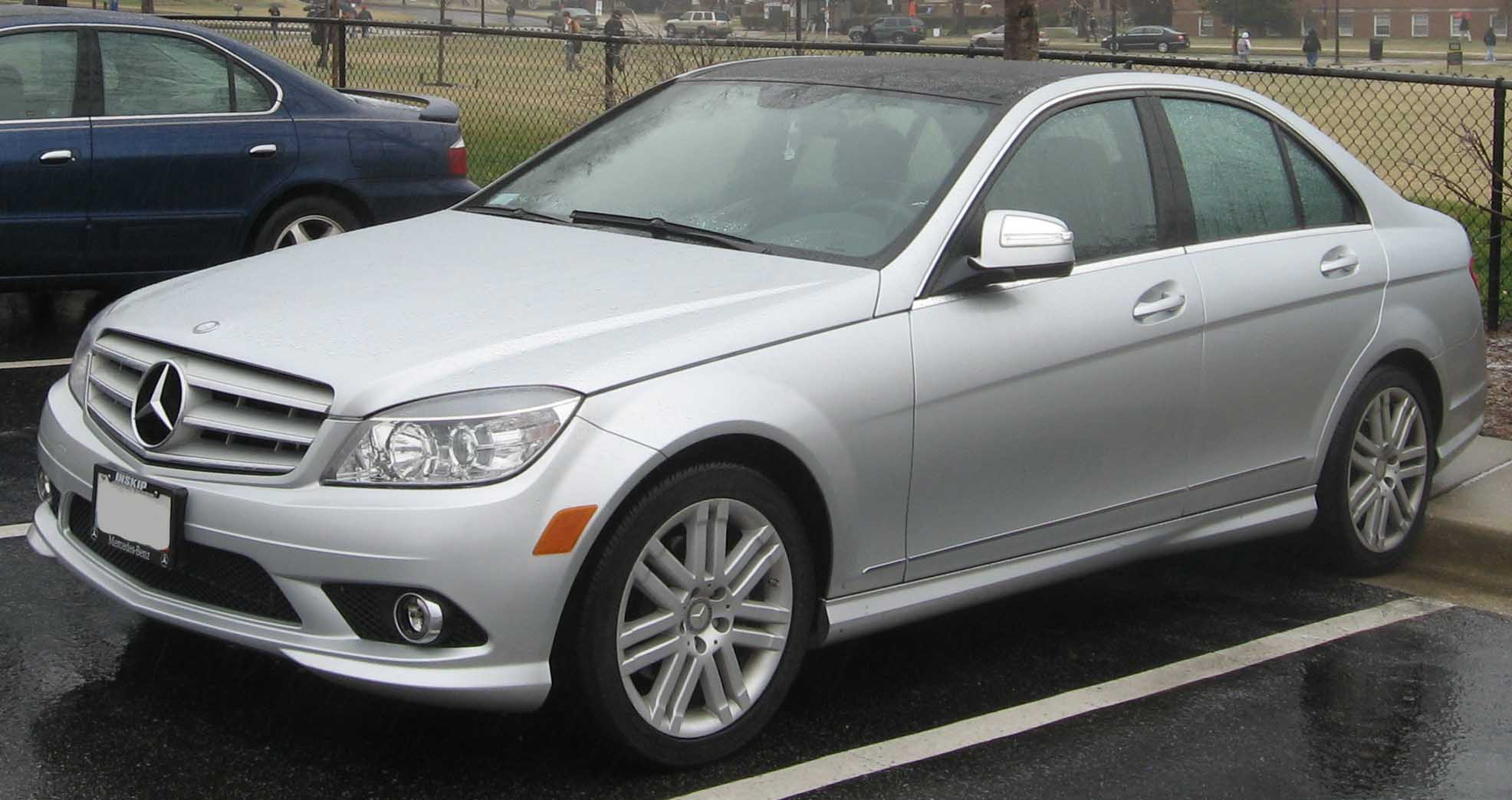
Mercedes-Benz C 300 Sport
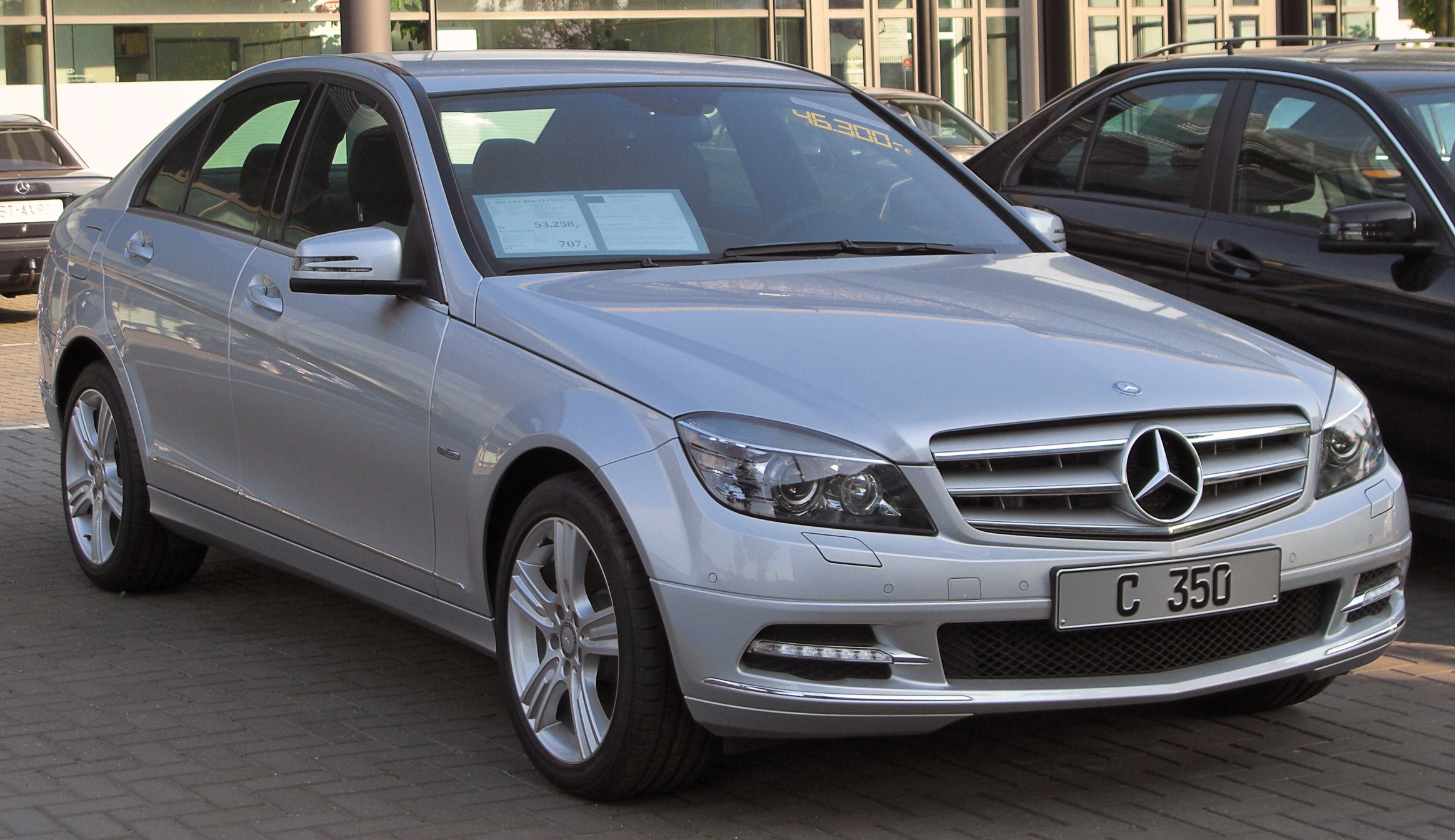
Mercedes-Benz C 350 CDI Avantgarde

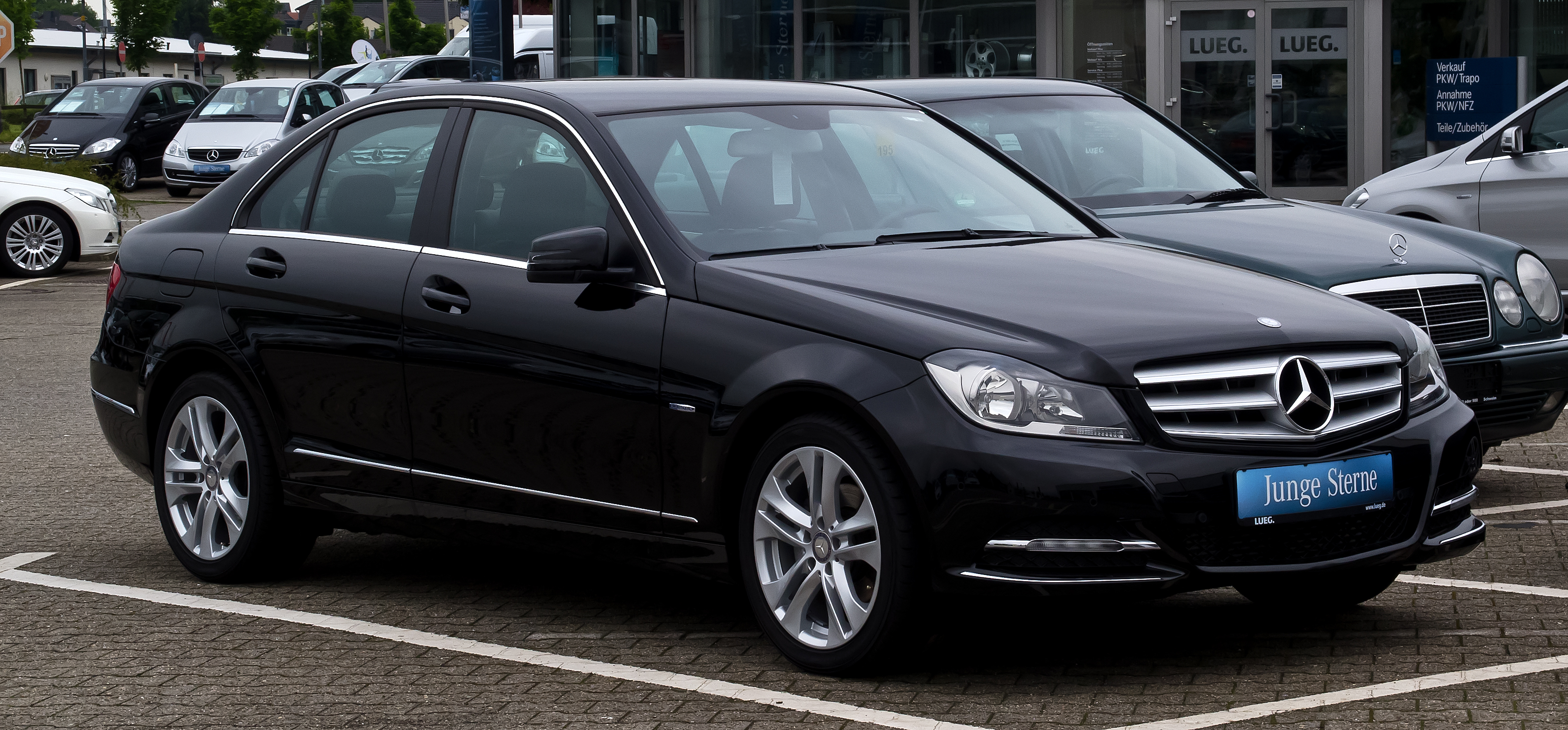
Mercedes-Benz C 180 Avantgarde (Rediseño)
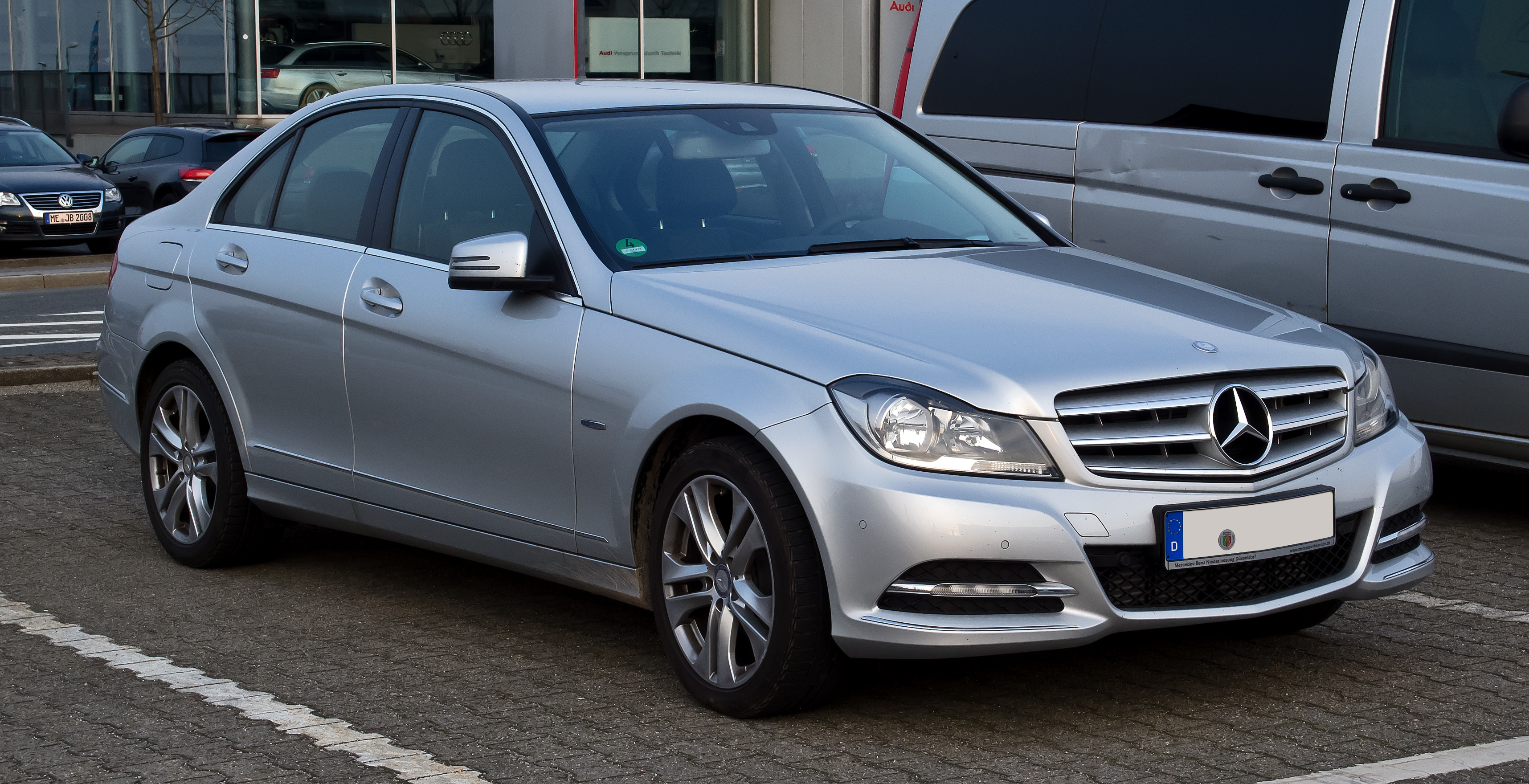
Mercedes-Benz C 200 CDI Avantgarde (Rediseño)
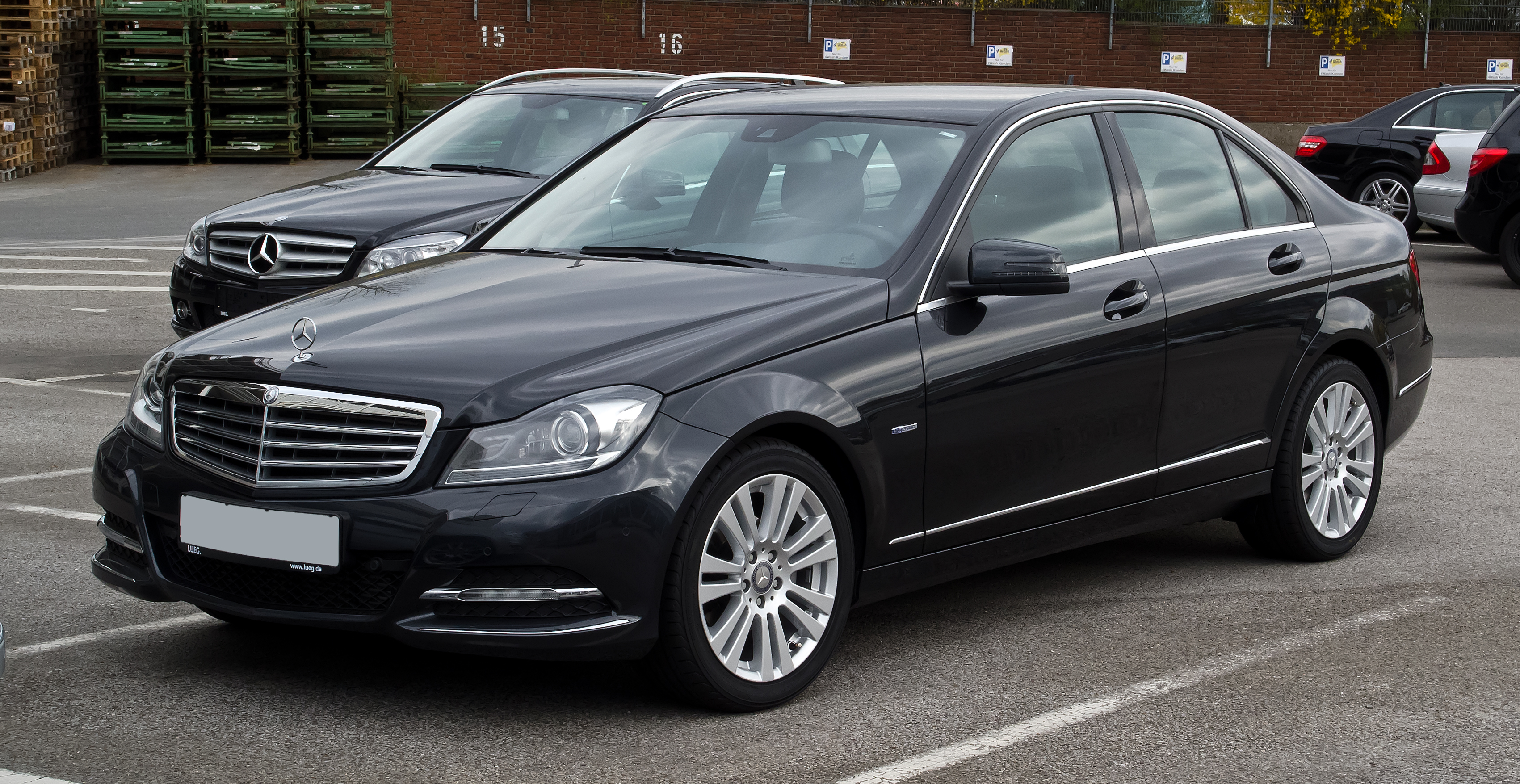
Mercedes-Benz C 200 CDI Elegance (Rediseño)
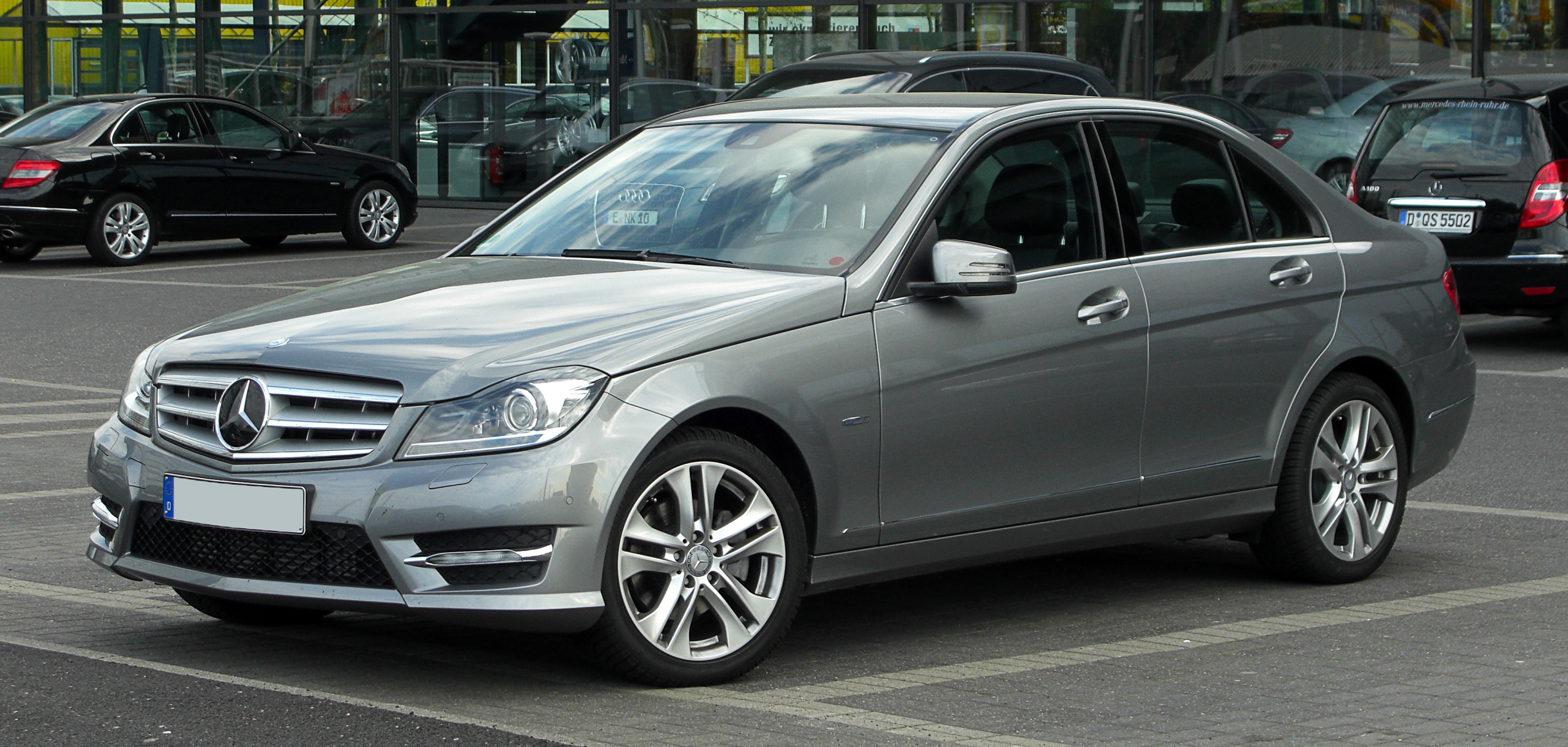
Mercedes-Benz C 220 CDI Avantgarde (Rediseño)
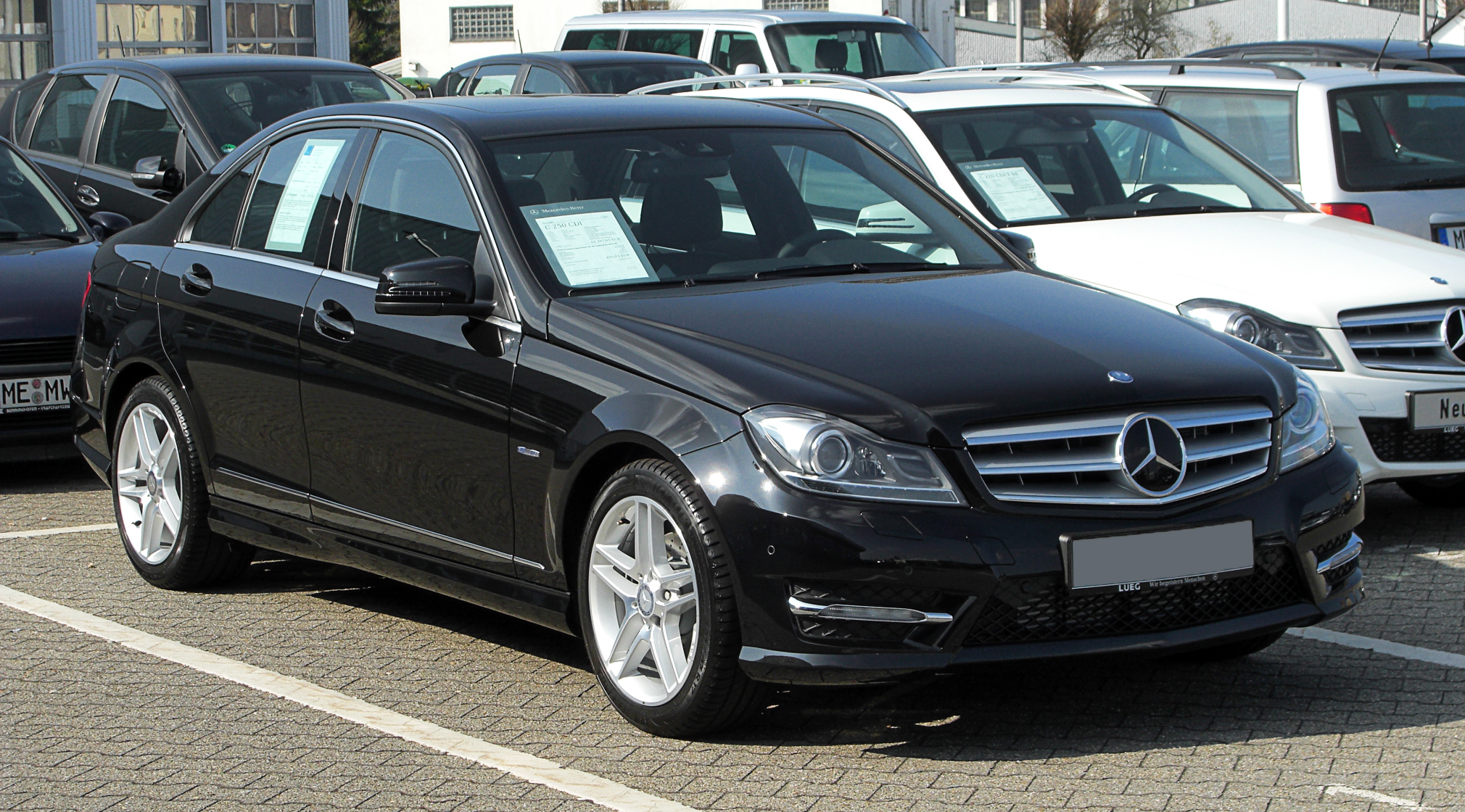
Mercedes-Benz C 250 CDI Avantgarde (Rediseño)
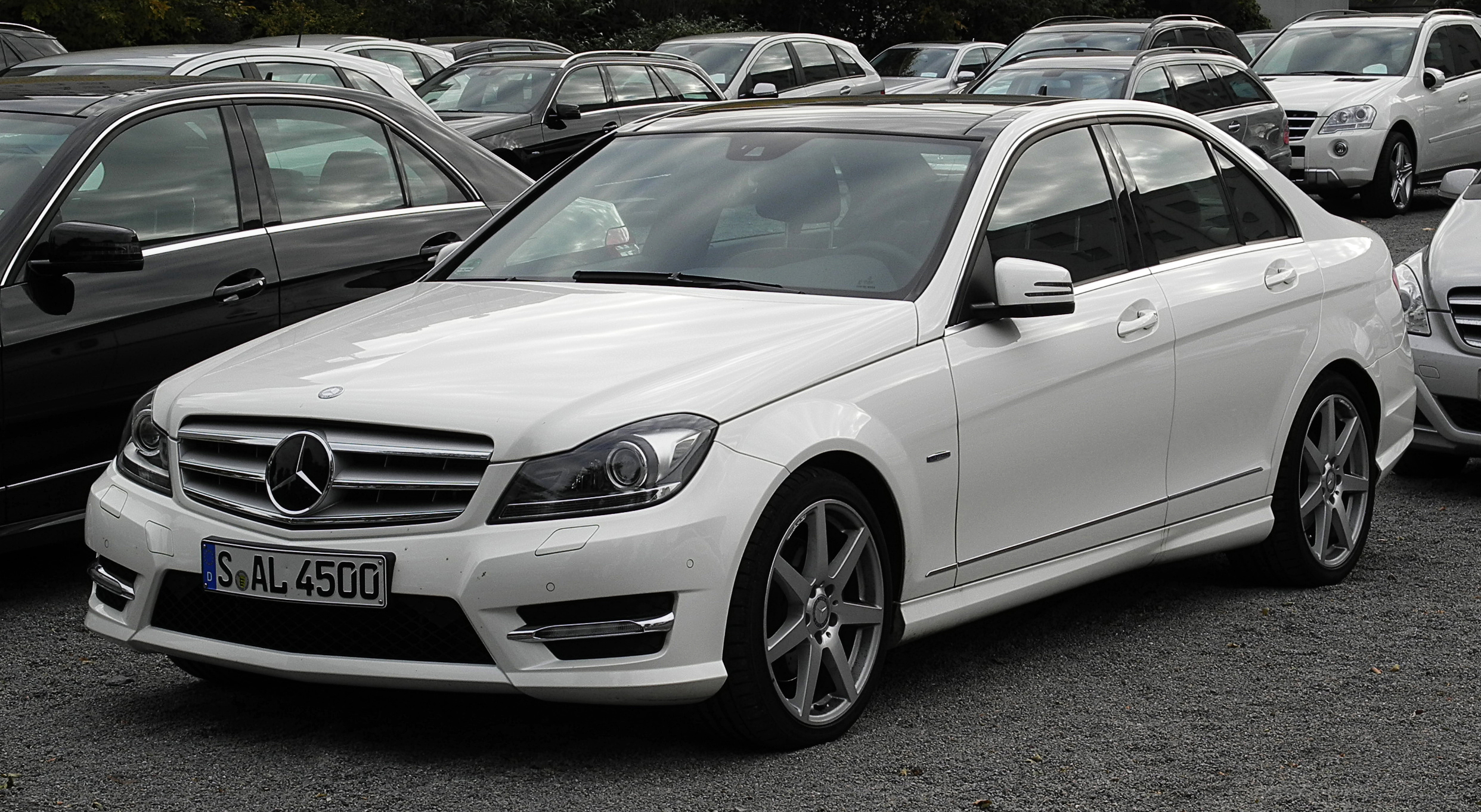
Mercedes-Benz C 350 Avantgarde (Rediseño)

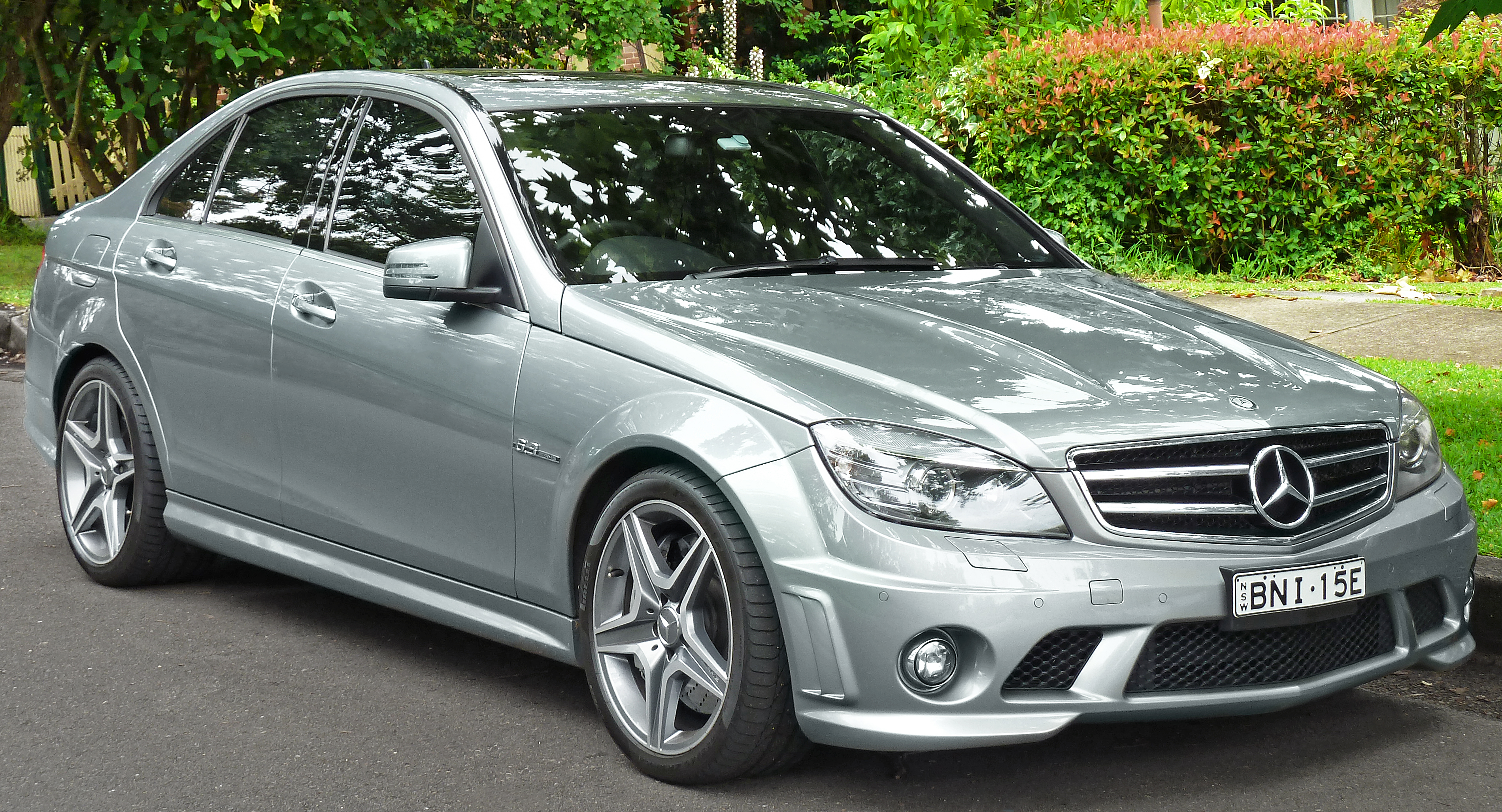
Mercedes-AMG C63
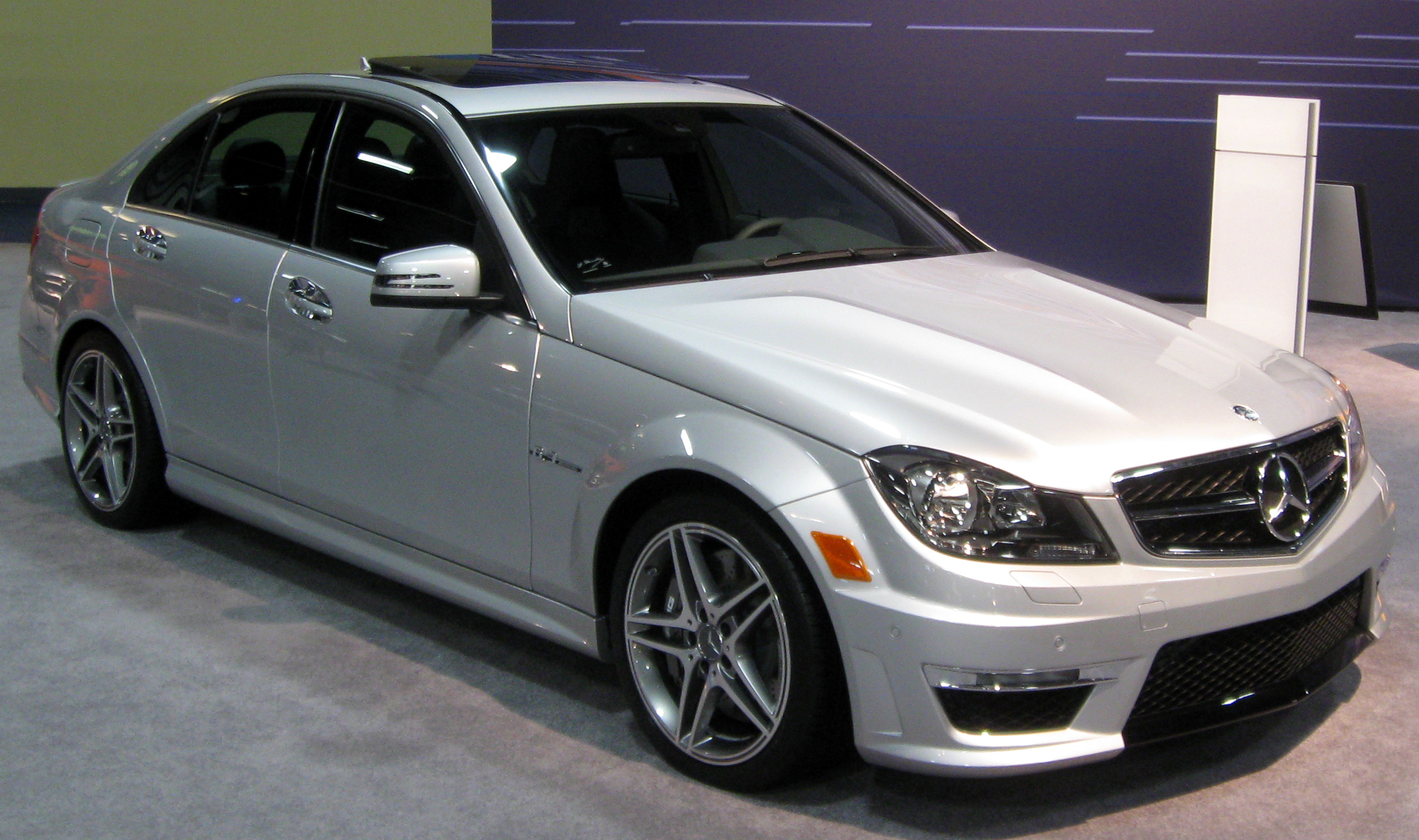
Mercedes-AMG C63 (Rediseño)
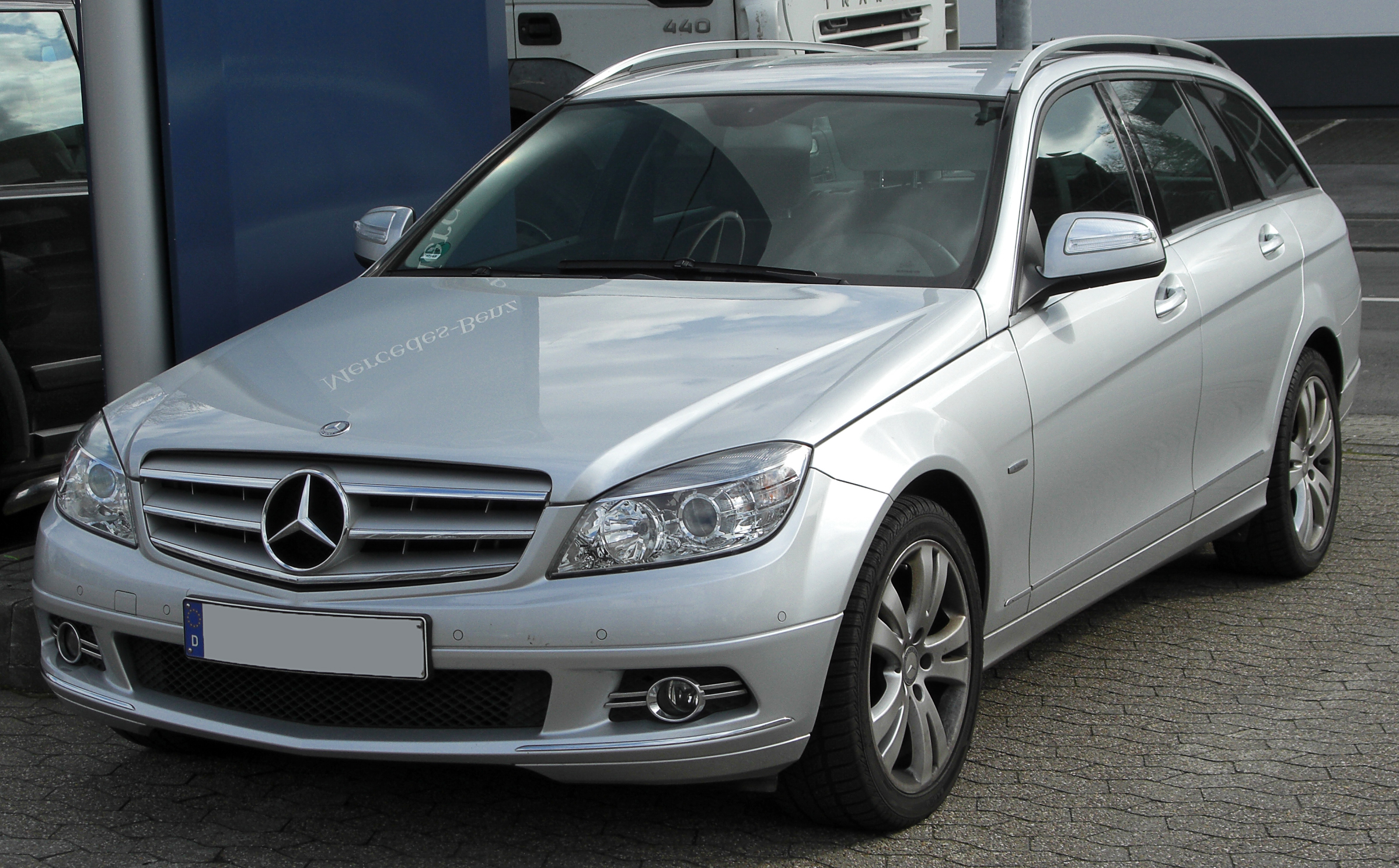
Mercedes-Benz C 180 Kompressor S204
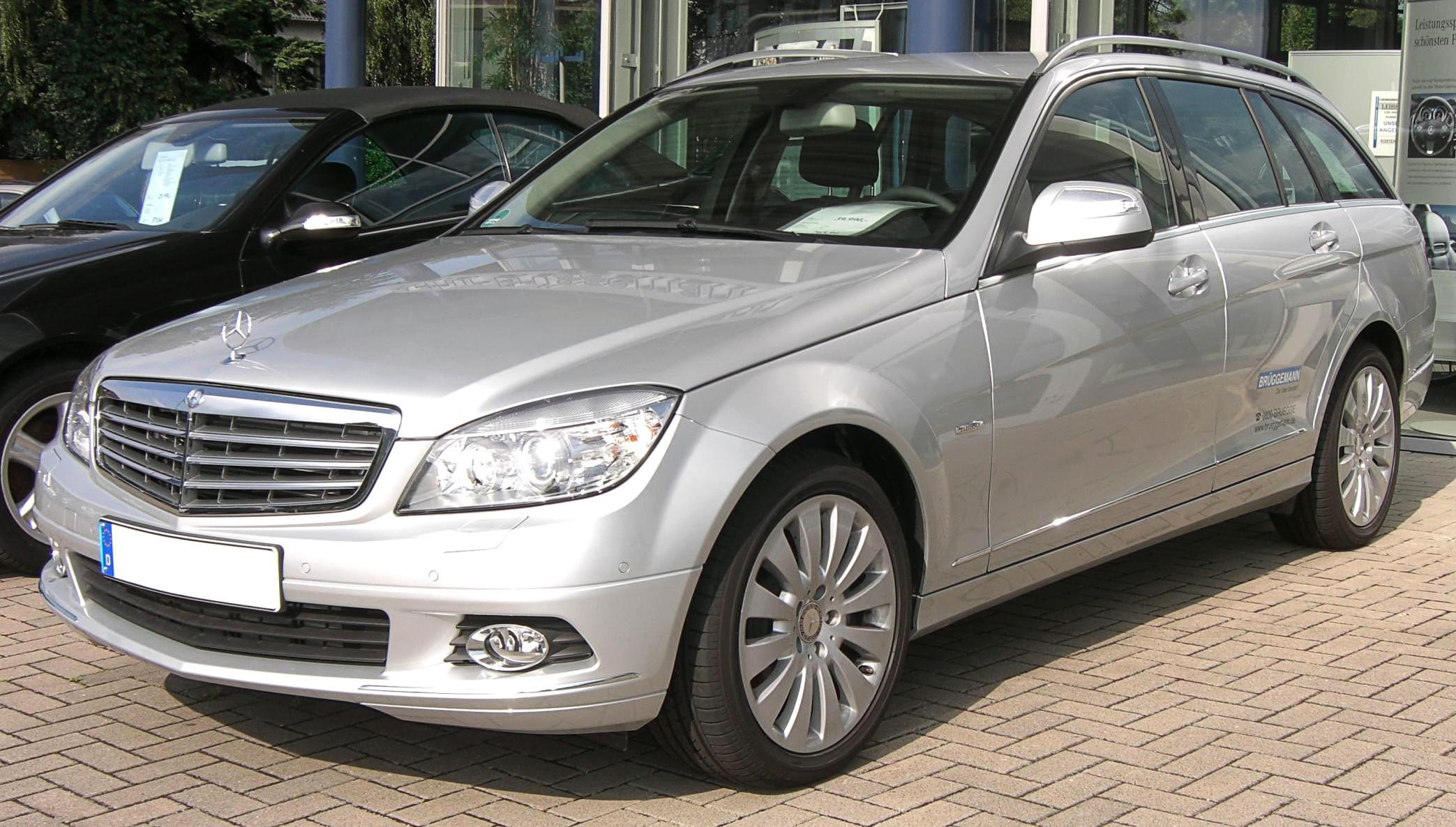
Mercedes-Benz C 200 Elegance S204
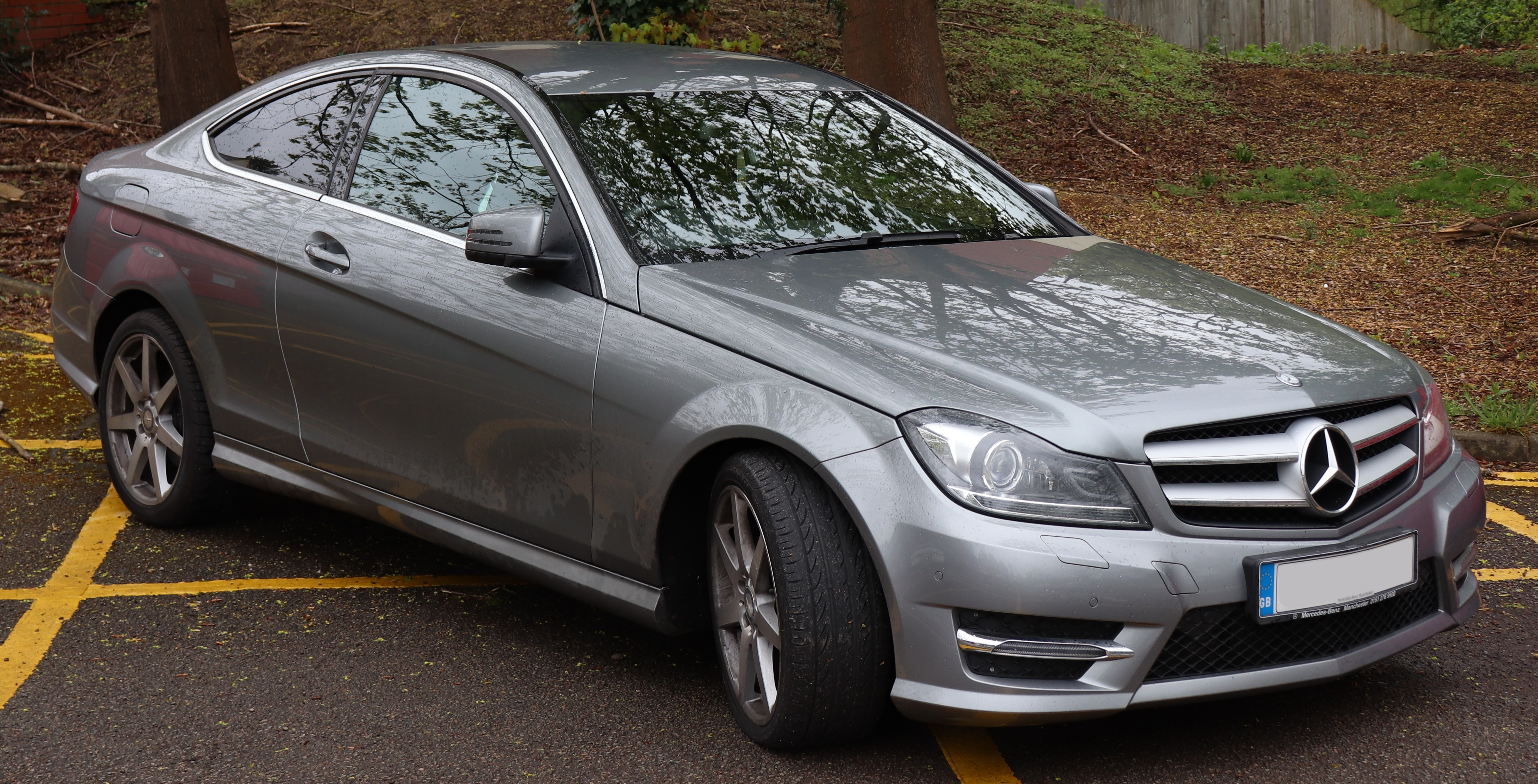
Mercedes-Benz C 220 Coupé Sport
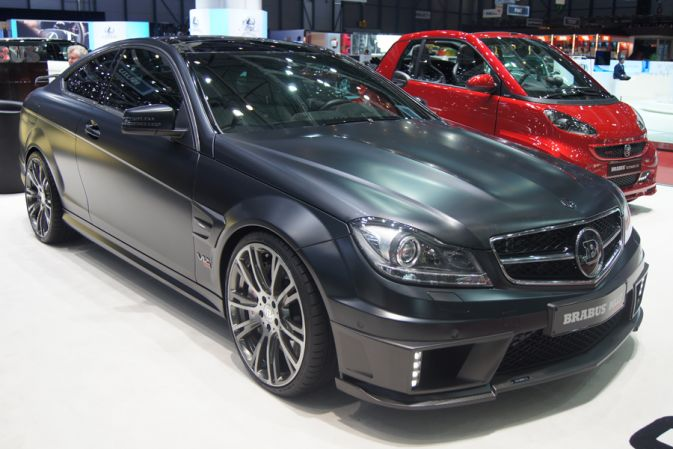
Brabus Bullit 800 (personalización)

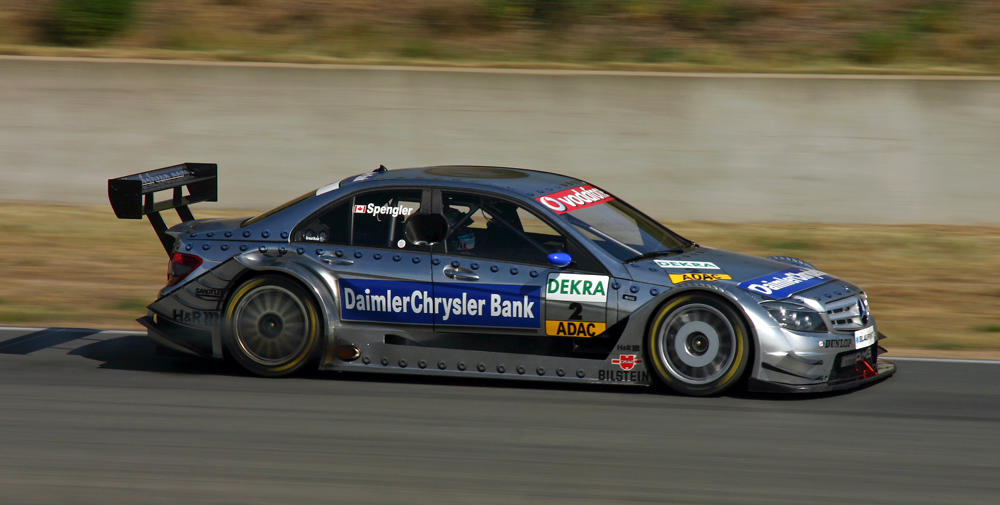
Mercedes-AMG Clase C DTM
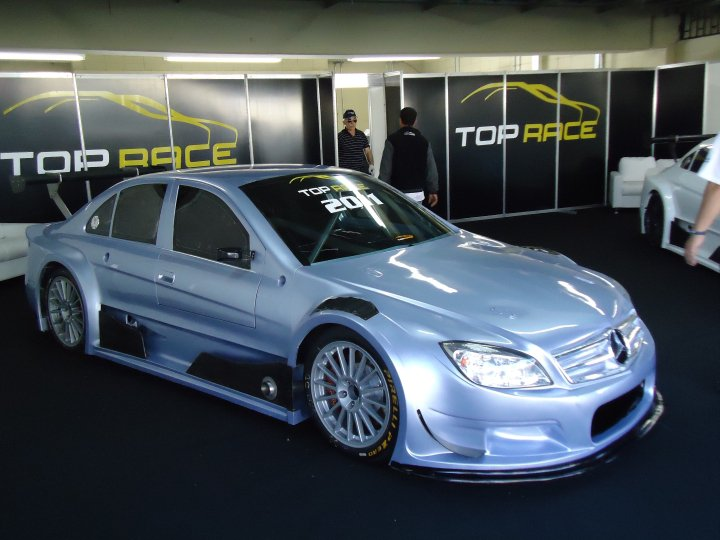
Mercedes-Benz Clase C Top Race

## Artículo relacionado
Mercedes-Benz Clase C